# Sophronica paracamerunica
Sophronica paracamerunica là một loài bọ cánh cứng trong họ Cerambycidae.